# Доломит
Доломи́т или горький шпат,:111 также в разных вариациях перламу́тровый шпат или ромби́ческий шпат — распространённый в земной коре минерал из класса карбонатов химического состава CaCO3•MgCO3. Кроме того, доломитом называют также осадочную карбонатную горную породу, состоящую из минерала доломита на 95 % и более. Минерал получил название в честь французского инженера и геолога Деода де Доломьё (1750—1801), описавшего признаки доломитовых пород.

## Химический состав
CaO — 30,4 %, MgO — 21,7 %, CO2 — 47,9 %. Содержания CaO и MgO часто колеблются в небольших пределах. Изоморфные примеси: Fe, иногда Mn (до нескольких процентов), изредка Zn, Ni, Co (в красном доломите из Пршибрама (Чехия) содержание CoCO3 достигло 7,5 %). Известны случаи включений в кристаллах доломита битумов и других посторонних веществ.

## Свойства
Состав минерала близок к теоретическому. Сингония тригональная. Кристаллы ромбоэдрические. L63C. Обычно массивные, от грубо- до тонкозернистых и фарфоровидных, агрегаты. Цвет — бесцветный или белый, желтоватый, буроватый (за счёт примеси гидроксидов железа и глинистых частиц). Блеск стеклянный до матового и перламутрового. Спайность совершенная. Твёрдость 3,5—4,0. Хрупок. Излом ступенчатый до раковистого (в фарфоровидных агрегатах). Черта белая. С HCl реагирует слабо (однако бурно вскипает в горячей HCl). Вскипает под действием 1%-го раствора соляной кислоты в порошке (в царапине).

## Происхождение
Осадочно-хемогенный в ассоциации с галогенидами, гипсом, ангидритом. Гидротермальный, часто с кальцитом. При метаморфических процессах перекристаллизовывается, образуя доломитовые мраморы.
Доломит слагает породу того же названия и часто является примесью в известняках и мраморе.

## Диагностические признаки
Отличить доломит от других карбонатов непросто. Более того, он часто ассоциируется с кальцитом, обладающим сходными диагностическими признаками, прежде всего ромбоэдрическим обликом кристаллов. В полевых условиях для определения этих минералов обычно используют соляную кислоту. Кусочек минерала размером со спичечную головку кладут на стекло и капают на него HCl. Кальцит бурно «вскипает» в холодной кислоте с выделением углекислого газа, тогда как доломит реагирует очень медленно, а растворяется только при нагревании.

## Месторождения
Самые крупные месторождения доломита расположены на западе США (Онтарио) и в Мексике. В Евразии доломит добывают в Швейцарских и Итальянских Альпах (Доломитовые Альпы), в Беларуси, в Казахстане (посёлок Алексеевка и месторождение Сарыкум), на Украине и в странах Балтии. Распространены месторождения доломита в России: Данковское, Липецкая область; Темиртау, Кемеровская область;  в Бурятии (посёлок городского типа Заиграево); в Саратовской области (посёлок Новосельский, Ершовсий район).

## Применение
- Огнеупорные материалы.
- Флюсы в металлургии.
- Сырьё в химической промышленности, стекольном производстве.
- Средство борьбы с насекомыми. Тонко молотый доломит вызывает абразивное разрушение хитиновых покровов у насекомых. Самое сильное воздействие происходит в местах сочленений.
- Плиты и изделия из доломита для отделки помещений, облицовки как снаружи, так и внутри.
- Доломитовая мука используется для раскисления - известкования почв, в частности торфа для садоводства. Доломитовая мука не только снижает кислотность почвы, отрицательно сказывающуюся на жизнедеятельности полезных микроорганизмов, но и насыщает её кальцием и магнием (удобряет). Наилучшее сырьё для известкования почв ― известковые породы, содержащие, кроме карбоната кальция (СаСОз), ещё и карбонат магния (MgCOз). Это доломиты, содержащие больше 18% окиси магния, доломитизированные известняки (12-18% MgO) или так называемая доломитовая мука ― мягкая порода, наполовину состоящая из карбоната магния.[4]
- Использовался (вместе с бором, свинцом и глиной) при засыпке активной зоны четвёртого энергоблока при ликвидации аварии на Чернобыльской АЭС[5].
- Окварцованный доломит использовали древние люди для создания каменных орудий. На стоянке Богатыри/Синяя балка в черепе жившего 1,5—1,2 млн л. н. кавказского носорога эласмотерия нашли застрявшее пиковидное орудие из окварцованного доломита[6][7].